# Soldaten
|  | Denne artikel er oprettet af botten Steenthbot ud fra en ekstern database. Den kan derfor have sproglige fejl eller mangler. Denne skabelon kan fjernes efter kontrol af indholdet. |

Soldaten er en dansk dokumentarfilm fra 2021 instrueret af Nikolaj Møller.

## Handling
Den danske krigsveteran Henrik er vendt hjem fra Afghanistan med post-traumatisk stress. Efter en række mislykkede behandlingsforsøg, rejser han dybt ind i Amazon-junglen for at helbrede sig selv med naturmedicin og med verdens stærkeste hallucinogene drik, Ayahuasca. Soldaten følger Henriks kamp for at få det bedre, midt ude i junglen, igennem tre år. Det er et indre portræt af et knækket menneske. En mand, der er blevet svigtet af det samfund, han rejste ud for at forsvare. En mand som nu er på en rejse, der ikke helbreder ham, som han havde forestillet sig.